# بريثفيراج راسو
بريثفيراج راسو هي قصيدة ملحمية بلغة البرجية تتحدث عن حياة بريثفيراج تشوهان (حكم حوالي 1177-1192 م). تُنسب إلى تشاند بارداي [الإنجليزية]، الذي كان، وفقًا للنص، شاعرًا في بلاط الملك.
يرجع تاريخ أقدم نسخة موجودة من النص إلى القرن السادس عشر، على الرغم من أن بعض العلماء يرجعون أقدم نسخة منه إلى القرن الثالث عشر. بحلول القرن التاسع عشر، تمت إضافة العديد من التعديلات والإضافات إلى النص الأصلي تحت رعاية حكام راجبوت. النص موجود الآن في أربع ترجمات. فهو يحتوي على مزيج من الحقائق التاريخية والأساطير الخيالية، ولا يعتبر موثوقا تاريخيا.

## المراجعات

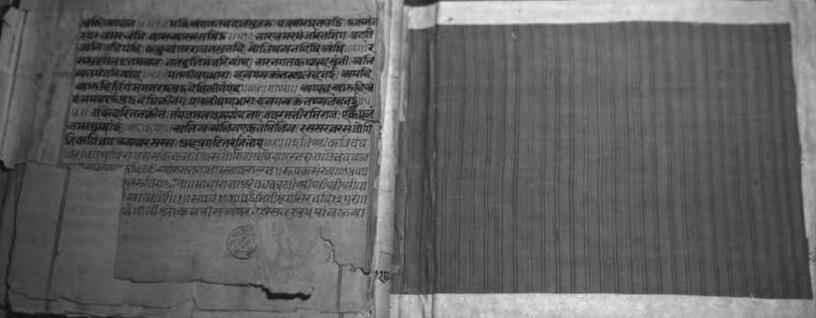
مخطوطة بريثفيراج راسو، مهراجا مان سينغ بوستاك براكاش، جودبور